# Gottfried III. (Arnsberg)
Gottfried III. (* um 1214; † zwischen 1284 und 1287) war Graf von Arnsberg von 1238 bis zu seinem Tod.

## Herkunft und Familie
Gottfried war der älteste Sohn des Grafen Gottfried II. von Arnsberg aus dessen Ehe mit Agnes von Rüdenberg. Er selbst heiratete Adelheid von Blieskastel. Mit dieser hatte er insgesamt elf Kinder. Die Söhne Heinrich und Friedrich starben vor dem Vater. Gottfried heiratete Hedwig von Ravensberg. Auch dieser Sohn starb relativ früh. Der Erbe war Ludwig. Ida heiratete Siegfried Graf von Wittgenstein. Bertha war mit Everwin von Götterswick verheiratet. Agnes war die letzte Äbtissin des Damenstifts Meschede. Nach dessen Umwandlung in ein Kanonikerstift wurde der Sohn Johannes von Arnsberg dort Propst. Die Tochter Mechthild war die Erbin der Wewelsburg und des Assinghauser Grunds und heiratete Graf Heinrich III. von Waldeck. Adelheid war mit Gerlach II. von Dollendorf vermählt. Jutta wurde Nonne im Kloster Paradiese.

## Erbteilung und erste Herrschaftsjahre
Kurz nach dem Antritt seiner Herrschaft war der Graf nach familiären Auseinandersetzungen mit seinem Vetter Konrad gezwungen, das Gebiet um Rietberg als Grafschaft Rietberg abzutreten. Die Grenze bildete der Fluss Lippe. Dieser Erbvergleich wurde am 1. September 1237 vor zahlreichen Zeugen in Arnsberg feierlich geschlossen. Konrad erhielt neben Rietberg auch die Stammgüter der Familie Cuyk in Holland.
Dadurch wurde die Grafschaft Arnsberg stark geschwächt, allerdings war dies die letzte nennenswerte Gebietsabtretung bis zum Ende dieses Territoriums. Erbteilungen wurden in den kommenden Jahrhunderten in der Regel dadurch vermieden, dass nachgeborene Söhne mit geistlichen Pfründen abgefunden wurden.
Wie schon unter den vorangegangenen Grafen war auch Gottfrieds Herrschaftszeit von der Konkurrenz mit den Kölner Erzbischöfen geprägt. Er musste allerdings bereits zu Beginn seiner Herrschaft feststellen, dass die Macht der Arnsberger Grafen im Gegensatz zu der dynamischen Kölner Territorialpolitik deutlich gesunken war. Nachdem Gottfried aus einem unbekannten Grund einen Überfall auf ein Dorf bei Soest unternommen hatte, wurde er von Erzbischof Konrad von Hochstaden in dessen Eigenschaft als Herzog von Westfalen nach Köln zitiert. Er musste ihm versprechen, eine entsprechende Urkunde datiert vom 9. November 1238, sich als Vogt von Soest innerhalb der herkömmlichen Schranken zu halten, den Getöteten Genugtuung zu leisten. Außerdem hatte er dem Kölner Erzbischof bei Bedarf 200 Ritter auf eigene Kosten zu stellen. Bei möglichen zukünftigen Interessengegensätzen mit dem Erzstuhl musste sich Gottfried verpflichten, sich einem aus Rittern beider Seiten bestehenden Schiedsgericht zu unterwerfen.
In der folgenden Zeit ohne kriegerische Auseinandersetzungen wurde vor allem auf Betreiben der Gräfin 1246 das Zisterzienserinnenkloster Himmelpforten im Möhnetal gegründet. Der Graf unterstützte die Gründung mit der Übertragung einer Reihe von Besitzungen.

## Annäherung und Bündnis mit dem Kölner Erzbischof
In den folgenden Jahren haben gemeinsame Interessen die Konkurrenz in den Hintergrund treten lassen. Grund waren die Expansionsversuche des Bischofs Simon von Paderborn, der nicht nur seine Stadt Salzkotten ohne Genehmigung des Herzogs von Westfalen befestigt hatte, sondern auch die umliegenden Territorien brandschatzte. Im Zuge dieses Konflikts verbündete sich der Paderborner Kirchenfürst mit dem Grafen von Jülich und anderen Feinden des Erzbischofs und durchzog 1255 mit einer starken Armee plündernd und zerstörend Westfalen. Unter Führung von Gottfried III. bildete sich ein Gegenbündnis der geschädigten Fürsten und Ritter. Zu diesem gehörten Otto von Altena, Engelbert von der Mark, die Herren Theoderich von Bilstein, Albert II. von Störmede, Heinrich Schulte von Soest, Goswin von Rodenberg, Heinrich Drost von Isenberg, Albert von Hörde und andere. Zwischen Dortmund und Lünen kam es zur Schlacht auf dem Wülferichskamp und zur Gefangennahme des Bischofs von Paderborn. Die Verbündeten schrieben nach der Gefangennahme an Papst Alexander IV., um ihr Vorgehen zu rechtfertigen. Der Papst allerdings stellte sich auf Seiten des Erzbischofs und forderte wohl mit Erfolg die Wiederherstellung des Status quo.
Für Gottfried war sein Engagement in dem Adelsbund insofern vorteilhaft, weil die Schwächung Paderborns die Beziehungen zum Kölner Erzbischof verbesserte, der davon am meisten profitierte. Diese Annäherung führte am 4. September 1265 zu einem regelrechten Bundes- und Freundschaftsvertrag zwischen Gottfried und Erzbischof Engelbert. In diesem Zusammenhang gestattete der Erzbischof in seiner Eigenschaft als Herzog von Westfalen die Befestigung des Dorfes Neheim und die Erhebung zur Stadt.
Von Seiten des Arnsberger Grafen wurde das Bündnis zunächst eingehalten. Er wie auch der Paderborner Bischof und einige andere Territorialherren unterstützten 1267 den Kölner Erzbischof in dessen Kampf gegen die Stadt Jülich. Diese wiederum wurde von den Bischöfen von Münster und Osnabrück, den Grafen von der Mark und Waldeck und anderen unterstützt. In der Schlacht bei Zülpich wurden neben dem Erzbischof bis auf Gottfried die führenden Köpfe der Verbündeten gefangen genommen. Welche Rolle Gottfried bei diesem Konflikt genau gespielt hat und ob er an der Schlacht selbst teilgenommen hat, ist unbekannt.
Im Jahr 1266 genehmigte Gottfried den Erwerb des Rittergutes zu Mülheim im Möhnetal durch den Deutschen Orden. Aus diesem ging in der Folge die Deutschordenskommende Mülheim hervor.

## Adelsfronde gegen den Kölner Erzbischof
Mit der Wahl von Siegfried von Westerburg zum Erzbischof änderte sich das gute Verhältnis des Arnsberger Grafen zum Erzstuhl wieder zum Negativen. Dessen Machtanspruch führte am 7. April 1277 in Deutz zu einem breiten Bündnis westfälischer Fürsten. Ihm traten der Bischof von Paderborn, Gottfried von Arnsberg neben dreizehn weiteren Grafen, der Landgraf von Hessen sowie weitere acht Adelige zu einem Bündnis zusammen. Es war ein Versuch, den Kölner ganz aus Westfalen hinauszudrängen. Auf der Seite des Erzbischofs standen der Bischof von Münster und der Abt von Corvey. Der Erzbischof hatte das Glück, dass Bischof Simon von Paderborn starb und Engelbert von der Mark einem Verrat zum Opfer fiel. Immer mehr Kirchenfürsten und Adelige schlossen sich in der Folge dem Erzbischof an. Der Übermacht hatte Gottfried nichts entgegenzusetzen und war nach einem verlorenen Feldzug am 21. Januar 1278 gezwungen, in der Stadt Neheim einen Friedensvertrag zu unterschreiben. Darin verpflichteten sich der Graf und sein Sohn Ludwig, lebenslang dem Erzbischof auf Verlangen zu Diensten zu sein. Auch der Bund insgesamt scheiterte. Graf Wilhelm von Jülich etwa wurde in Aachen erschlagen, die übrigen mussten sich ebenfalls unterwerfen.

## Letzte Jahre
In den folgenden Jahren seiner Regentschaft unternahm Gottfried vermutlich keine weiteren kriegerischen Aktionen. Neben den bereits genannten Schenkungen unterstützte Gottfried auch die Klöster und Stifte in Wedinghausen, Rumbeck, Oelinghausen sowie Benninghausen materiell.
Wohl noch in seine Herrschaftszeit fällt der Verkauf der Vogteirechte an der Stadt Soest, der von seinem Sohn Ludwig als Mitregent vorgenommen wurde. Diese Rechte fielen an die Stadt selbst. Für diesen Verzicht auf den Einfluss in der aufstrebenden Stadt spielten die konkurrierenden Rechte der Kölner Erzbischöfe eine entscheidende Rolle.